# Verkeersscheidingsstelsel

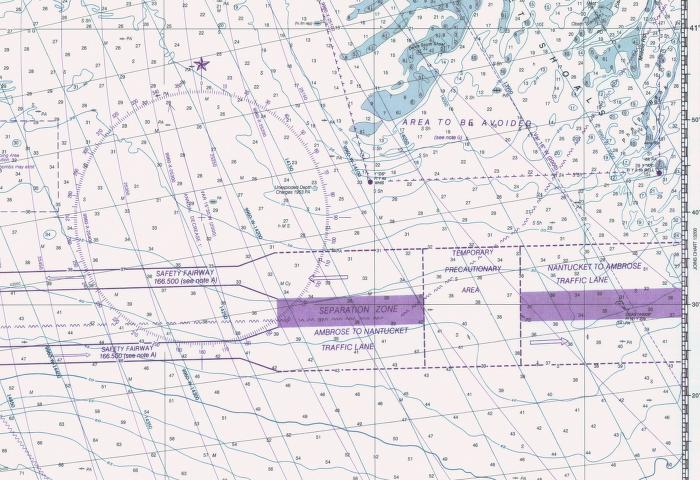
Voorbeeld van een verkeersscheidingsstelsel

Een verkeersscheidingsstelsel (VSS) of verkeersscheidingsgebied (Engels: Traffic Separation Scheme, TSS) is een door de Internationale Maritieme Organisatie (IMO) ingesteld routeringssysteem.
De vaarstroken van deze routeringssystemen zijn verkeersbanen of clearways. Meestal worden verkeersscheidingsstelsels gebruikt om bij knelpunten en kapen het verkeer te kanaliseren in verkeersbanen en zo een zo homogeen mogelijke verkeersstroom te realiseren om het gevaar van aanvaringen te verminderen.

## Regelgeving
In SOLAS hoofdstuk V, voorschrift 10 zijn bepalingen vastgelegd over verkeersscheidingsstelsels en routeringssystemen die zijn uitgewerkt in de Algemene beginselen voor de routering van schepen (GPSR). Verkeersscheidingsstelsels hebben hiermee een bindend karakter. Ook voorschrift 1 (d) van het Verdrag inzake de Internationale Bepalingen ter voorkoming van aanvaring op zee (BvA of COLREG) bepaalt dit. De verplichting deze stelsels te volgen is vastgelegd in voorschrift 10 van BvA. Voorschrift 11 in hoofdstuk 5 van SOLAS betreft de meldingsplicht voor schepen die gebruikmaken van de stelsel.
Daarnaast bestaan er ook aanbevolen routes die niet door de IMO bekrachtigd zijn. Het initiatief voor het instellen van routeringssystemen ligt bij de kuststaten en in de territoriale wateren heeft deze daar volgens UNCLOS ook de bevoegdheid toe, zolang de onschuldige doorvaart maar niet belemmerd wordt. In de territoriale wateren kan een kuststaat dus routeringssystemen aanwijzen zonder de IMO daarbij te betrekken. Deze blijven dan echter vrijwillig.

## Opbouw
Verkeersscheidingsstelsels zijn vergelijkbaar met autosnelwegen en bestaan uit voor iedere verkeersstroom toegewezen zones met een scheidingszone of -lijn in het midden, die voor zover mogelijk vermeden moet worden. De buitengrenzen worden net als de scheidingszone meestal gemarkeerd met bakens die op enkele zeemijlen van elkaar gelegen zijn. De exacte geografische locatie van het verkeersscheidingsstelsel wordt op officiële zeekaarten met de toegewezen vaarrichtingen vermeld. Motorschepen langer dan 20 meter moeten het verkeersscheidingsstelsel benutten.

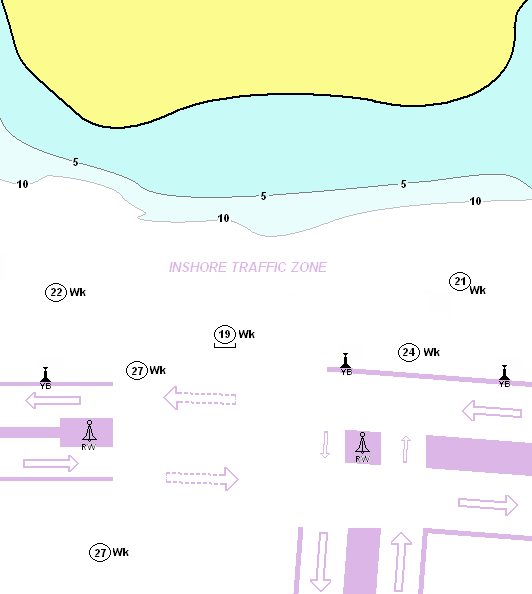
Een ficitief verkeersscheidingsstelsel op een zeekaart

Tussen de kustlijn en het verkeersscheidingsstelsel bevindt zich de kustverkeerszone. Kleinere vaartuigen en zeilschepen kunnen hiervan gebruikmaken. Aangezien ze normaliter langzamer varen dan grotere schepen, is dit ook aanbevolen.
Het kruisen van een verkeersscheidingsstelsel moet zo veel mogelijk worden vermeden. Als het onvermijdbaar is, dient het verkeersscheidingsstelsel zo loodrecht mogelijk op de verkeersstroom doorkruist te worden. Zeer lange verkeersscheidingsstelsels zijn meestal op een afstand van ongeveer 30 zeemijlen voor een kort stukje onderbroken met circulatiegebieden, om schepen de mogelijkheid te geven het stelsel te doorkruisen. Deze gebieden worden op zeekaarten als gestippelde pijlen weergegeven.
Hoewel verkeersscheidingsstelsels een situatie creëren die lijkt op een hoofdweg, zijn de verkeersbanen in een verkeersscheidingsstelsel geen voorrangsweg.